# گرابووو کرولوسکیه
گرابووو کرولوسکیه (به لهستانی:  Grabowo Królewskie) یک روستا در لهستان است که در گمینا کوواچکووو واقع شده‌است.